# Сосновка (Ібресинський район)
Сосно́вка (рос. Сосновка, чув. Хыркасси) — присілок у складі Ібресинського району Чувашії, Росія. Входить до складу Ширтанського сільського поселення.
Населення — 190 осіб (2010; 196 у 2002).
Національний склад:
- чуваші — 92 %